# Brunonia-Gletscher
Der Brunonia-Gletscher ist ein Gletscher auf Südgeorgien. Er fließt in östlicher Richtung zum Kopfende des Sunset-Fjords in der Bay of Isles.
Robert Cushman Murphy kartierte den Gletscher bei seinem Besuch Südgeorgiens (1912–1913) an Bord der Brigg Daisy. Er benannte ihn nach der Brown University, seiner Alma Mater.